# Muhammad Iqbal
Muhammad Iqbal (urdu/persa: محمد اقبال, hindi:मुहम्मद इक़बाल) (Sialkot, Panyab, India, ahora Pakistán; 9 de noviembre de 1877 - Lahore, Panyab, India, ahora Pakistán; 21 de abril de 1938) fue un poeta, barrister, filósofo, político pakistaní, cuya poesía se destaca entre las más importantes en los idiomas persa y urdu de los tiempos modernos. También es famoso por su obra en filosofía política y religiosa del Islam. Se le acredita con proponer la idea de un estado independiente para indios musulmanes, que habría de inspirar la creación de Pakistán. Es comúnmente referido como Allama Iqbal, donde allama significa erudito. 
Tras haber realizado estudios en Inglaterra y en Alemania, Iqbal se dedicó a las leyes, pero se dedicó principalmente a temas religiosos y filosóficos, escribiendo trabajos académicos sobre política, economía, historia, filosofía y religión. Es conocido por su obra poética la cual incluye Los secretos del yo (Asrar-e-Khudi), por el cual fue honrado como caballero del gobierno británico, Los misterios del desinterés (Rumuz-i-Bekhudi), y La llamada de la campana (Bang-i-Dara). Iqbal fue también autor de varios comentarios políticos, filosóficos e históricos. Se le reconoce oficialmente como el poeta nacional de Pakistán.
Iqbal proponía fervientemente el renacimiento político y espiritual de la civilización islámica a lo largo del mundo, especialmente en India. Iqbal ofreció una serie de conferencias famosas con respecto a este tema fueron publicadas bajo el título de La reconstrucción del pensamiento religioso en el islam. Al ser uno del los miembros más prominentes de la Liga Musulmana, Iqbal promovió la creación de un estado al noroeste de la India para los indios musulmanes en un discurso presidencial en 1930. Iqbal trabajó de cerca con Muhammad Ali Jinnah, considerado padre de la nación pakistaní. Muhammad Iqbal ha sido llamado también Muffakir-e-Pakistan ("El Pensador de Pakistán"), Shair-i-Mashriq ("El Poeta del Este"), y Hakeem-ul-Ummat ("El Sabio de la Umma").

## Biografía

### Juventud

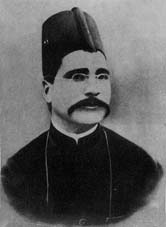
Muhammad Iqbal en 1899.

Shaij Muhammad Iqbal nació en in Sialkot, Panyab, en el actual Pakistán, en ese entonces incorporada a la India, siendo el mayor de cinco hermanos en el seno de una familia cachemira. Se cree que la familia de Iqbal originalmente fue hindú de casta brahmín, sin embargo se convirtieron en musulmanes tras la conversión al Islam de Sahaj Ram Sapru, pariente de ellos, sin embargo esta versión ha sido disputada por algunos académicos. El padre de Muhammad Iqbal, Shaij Nur Muhammad, fue un sastre próspero, conocido por su devoción al islam. La familia Iqbal crio a sus hijos con profundas raíces religiosas. Muhammad Iqbal fue educado inicialmente por tutores en idiomas, escritura, historia, poesía y religión. Su potencial como poeta y escritor fue reconocido por uno de sus tutores, Sayyid Mir Hassán, quien habría de ser profesor de Iqbal en el Colegio de la Misión Escocesa (Scotch Mission College), en Sialkot, colegio del cual Iqbal habría de graduarse en 1892, teniendo habilidad en el dominio de varios idiomas, así como de la literatura, tanto en prosa como en la poesía. A la edad de quince años su familia arregló su matrimonio, como lo dictaba la costumbre, con Karim Bibi, hija de un solvente médico gujaratí. La pareja tuvo dos hijos: Mi'raj Begam, nacida en 1895, y Aftab, nacido en 1899; un tercer hijo moriría tras el parto. Sin embargo, el matrimonio no tuvo buen fin, lo que llevaría al divorcio en 1916.
Iqbal obtiene su licenciatura de la Government College University en Lahore, en donde estudia filosofía, literatura inglesa y árabe, graduándose cum laude, y ganando una medalla de oro por sobresalir en el examen de filosofía. Iqbal estudia su maestría bajo Sir Thomas Walker Arnold, profesor académico de filosofía moderna e Islam en la universidad. Arnold le expone a Iqbal las ideas y cultura de Occidente. Iqbal habría de ser asignado como lector de árabe, cargo de menor categoría al de profesor, en Oriental College en Lahore. Publica su primer libro en urdu, El conocimiento de la economía (The Knowledge of Economics) en 1903. En 1905, Iqbal publica su canción patriótica Canción de la India (Tarana-e-Hind).
Alentado por Thomas Arnold, Iqbal viaja y pasa varios años estudiando en Europa. Obtiene un segundo título de licenciatura de Trinity College en la Universidad de Cambridge en 1907, mientras estudia leyes en Lincoln’s Inn, donde se certifica como barrister en 1908. Iqbal conoce en 1907 a una estudiante musulmana, Atiyah Faizi, con quien mantiene una relación cercana. En Europa empieza a escribir poesía en persa. A lo largo de su vida, Iqbal prefiere escribir en persa debido a que él pensaba que por medio de este idioma podría expresar conceptos filosóficos plenamente y que le daría una mayor audiencia. En Inglaterra participa por vez primera en la política. Tras la creación de la Liga Musulmana en 1906, Iqbal fue elegido al comité ejecutivo de la fracción británica en 1908. Junto con los políticos Sayyid Hassan Bilgrami y Syed Ameer Alí, Iqbal formó parte del subcomité que diseñó la constitución de la Liga Musulmana. En 1907, Iqbal viaja a Alemania para estudiar el doctorado en la facultad de filosofía de la Universidad Ludwig Maximilian de Múnich. Trabajando bajo la supervisión de Friedrich Hommel, Iqbal publica una tesis titulada El desarrollo de la metafísica en Persia.

### Carrera literaria
Tras su regreso a la India en 1908, Iqbal consiguió un puesto como profesor asistente en el Government College en Lahore, puesto que dejó en un año para dedicarse a las leyes, debido a su precaria situación económica. Durante este periodo, la vida personal de Iqbal fue toda agitación. Mientras se dedicaba a las leyes, Iqbal empezó a concentrar su interés en temas espirituales y religiosos, publicando poesía y obras literarias. Fue miembro activo de la Asociación al Servicio del Islam (Anjuman-i-Himayat-i-Islam), un congreso de intelectuales musulmanes, escritores y poetas, así como políticos. Iqbal fue secretario general de esta organización en 1919. La obra de Iqbal se enfocaría principalmente en la dirección espiritual y en el desarrollo de la sociedad, centrada alrededor de sus experiencias recogidas a lo largo de sus viajes y su estadía en Europa Occidental y el Medio Oriente. Iqbal fue influido notablemente por filósofos como Friedrich Nietzsche, Henri Bergson y Johann Wolfgang von Goethe, y habría de volverse un feroz crítico de la sociedad occidental en lo concerniente a la separación del estado y la religión, percibiendo una obsesión con ideales materialistas.
La poesía y filosofía de Rumi tuvo una profunda influencia en el pensamiento de Iqbal. Teniendo profundas raíces religiosas desde su infancia, Iqbal se dedicó arduamente al estudio del Islam, la cultura e historia de la civilización islámica y su futuro político, tomando a Rumi como su "guía." Iqbal colocó a Rumi en el papel de guía en muchos de sus poemas, y su obra se enfocó en recordarles a sus lectoras de las pasadas glorias de la civilización islámica, llevando un mensaje con enfoque espiritual puro en el islam como una fuente para la grandeza y la emancipación sociopolítica. Iqbal denunció los divisionismos políticos dentro y a lo largo de las naciones musulmanas; frecuentemente aludió y habló en términos de una comunidad global musulmana, o Ummah.

## Esfuerzos e influencias
Mientras dividía su tiempo entre el derecho y la poesía, Iqbal se había mantenido activo dentro de la Liga Musulmana. Apoyó la participación de la India en la Primera Guerra Mundial, así como al movimiento Khilafat y mantuvo un contacto cercano con líderes políticos musulmanes como Maulana Mohammad Ali y Muhammad Ali Jinnah. Fue un crítico del Congreso Nacional Indio que él consideraba dominado por los hindúes y lamentó que la Liga se dividiera en facciones entre el grupo probritánico dirigido por Muhammad Shafi y el grupo centrista dirigido por Jinnah durante la década de 1920.
En noviembre de 1926 Iqbal compitió por un asiento en la Asamblea Legislativa de Panyab representando al distrito musulmán de Lahore, siendo apoyado por amigos y simpatizantes, y derrotó a su oponente por un margen de 3.177 votos. Apoyó las propuestas constitucionales presentadas por Jinnah con el objeto de garantizar los derechos políticos musulmanes y la influencia en una coalición con el Congreso, y trabajó con el Aga Khan III y otros líderes musulmanes para reparar las divisiones internas de la Liga Musulmana para lograr su unidad.

### Político
Iqbal empezó a interesarse por los asuntos nacionales en su juventud. Tras su regreso de Inglaterra en 1908, recibió un considerable reconocimiento de la élite punjabí y mantuvo una estrecha relación con Mian Muhammad Shafi. Cuando la Liga Musulmana de Toda la India se amplió al ámbito provincial, y Shafi recibió un papel importante en la organización estructural de la Liga Musulmana del Punjab, Iqbal fue nombrado uno de los tres primeros secretarios conjuntos junto con Shaikh Abdul Aziz y Maulvi Mahbub Alam. Mientras dividía su tiempo entre el ejercicio de la abogacía y la poesía, Iqbal permaneció activo en la Liga Musulmana. No apoyó la participación india en la Primera Guerra Mundial y se mantuvo en estrecho contacto con líderes políticos musulmanes como Mohammad Ali Jouhar y Muhammad Ali Jinnah. Era un crítico de la corriente principal del Congreso Nacional Indio, al que consideraba dominado por hindúes, y se sintió decepcionado con la Liga cuando, durante la década de 1920, fue absorbida por las divisiones faccionales entre el grupo probritánico liderado por Shafi y el grupo centrista liderado por Jinnah. Participó activamente en el Movimiento Khilafat, y fue uno de los padres fundadores de Jamia Millia Islamia, que se estableció en Aligarh en octubre de 1920. También recibió de Mahatma Gandhi la oferta de ser el primer vicerrector de Jamia Millia Islamia, que rechazó.
En noviembre de 1926, con el aliento de amigos y partidarios, Iqbal se presentó a las elecciones para un escaño en la Asamblea Legislativa del Punjab por el distrito musulmán de Lahore, y derrotó a su oponente por un margen de 3.177 votos Apoyó las propuestas constitucionales presentadas por Jinnah para garantizar los derechos políticos y la influencia de los musulmanes en una coalición con el Congreso y trabajó con Aga Khan y otros líderes musulmanes para enmendar las divisiones entre facciones y lograr la unidad en la Liga Musulmana. Durante su estancia en Lahore fue amigo de Abdul Sattar Ranjoor.

### Iqbal, Jinnah y el concepto de Pakistán
Ideológicamente separado de los líderes musulmanes del Congreso, Iqbal también se había desilusionado con los políticos de la Liga Musulmana, debido al conflicto entre facciones que asoló a la Liga en la década de 1920. Descontento con líderes de facciones como Shafi y Fazl-ur-Rahman, Iqbal llegó a creer que sólo Jinnah era un líder político capaz de preservar la unidad y cumplir los objetivos de la Liga de potenciar políticamente a los musulmanes. Iqbal mantuvo una sólida correspondencia personal con Jinnah y contribuyó a convencerle de que pusiera fin a su exilio autoimpuesto en Londres, regresara a la India y se hiciera cargo de la Liga. Iqbal creía firmemente que Jinnah era el único líder capaz de atraer a los musulmanes indios a la Liga y mantener la unidad del partido ante los británicos y el Congreso:
Sé que es usted un hombre ocupado, pero espero que no le importe que le escriba a menudo, ya que es usted el único musulmán de la India actual al que la comunidad tiene derecho a mirar en busca de una guía segura a través de la tormenta que se avecina en el noroeste de la India y, quizás, en toda la India.
Mientras que Iqbal propugnó la idea de las provincias de mayoría musulmana en 1930, Jinnah continuó manteniendo conversaciones con el Congreso durante toda la década y no adoptó oficialmente el objetivo de Pakistán hasta 1940. Algunos historiadores sostienen que Jinnah siempre mantuvo la esperanza de llegar a un acuerdo con el Congreso y que nunca deseó del todo la partición de la India. Algunos historiadores especulan con que la estrecha correspondencia de Iqbal con Jinnah fue la causa de que éste abrazara la idea de Pakistán. Iqbal explicó a Jinnah su visión de un Estado musulmán separado en una carta enviada el 21 de junio de 1937:
Una federación separada de provincias musulmanas, reformada según las líneas que he sugerido anteriormente, es el único camino por el que podemos asegurar una India pacífica y salvar a los musulmanes de la dominación de los no musulmanes. ¿Por qué no considerar a los musulmanes del noroeste de la India y Bengala como naciones con derecho a la autodeterminación al igual que otras naciones de la India y de fuera de la India?
Iqbal, en calidad de presidente de la Liga Musulmana del Punjab, criticó las acciones políticas de Jinnah, incluido un acuerdo político con el líder punjabí Sikandar Hyat Khan, a quien Iqbal veía como representante de las clases feudales y no comprometido con el Islam como filosofía política fundamental. No obstante, Iqbal trabajó constantemente para animar a los líderes musulmanes y a las masas a apoyar a Jinnah y a la Liga. Hablando sobre el futuro político de los musulmanes en la India, Iqbal dijo
Sólo hay una salida. Los musulmanes deben fortalecer las manos de Jinnah. Deben unirse a la Liga Musulmana. La cuestión india, tal y como se está resolviendo ahora, puede contrarrestarse con nuestro frente unido contra los hindúes y los ingleses. Sin él, nuestras demandas no serán aceptadas. La gente dice que nuestras demandas huelen a comunalismo. Eso es pura propaganda. Estas reivindicaciones se refieren a la defensa de nuestra existencia nacional. El frente unido puede formarse bajo el liderazgo de la Liga Musulmana. Y la Liga Musulmana sólo puede tener éxito gracias a Jinnah. Ahora, nadie más que Jinnah es capaz de liderar a los musulmanes.

### Debate Madani-Iqbal
A finales de la década de 1930 se celebró un famoso debate entre Iqbal y Hussain Ahmed Madani sobre la cuestión del nacionalismo. La postura de Madani en todo momento fue insistir en la legitimidad islámica de abrazar una democracia culturalmente plural y secular como el mejor y único futuro realista para los musulmanes de la India, mientras que Iqbal insistía en una sociedad musulmana homogénea y definida religiosamente. Tanto Madani como Iqbal apreciaban este punto y nunca defendieron la creación de un "Estado islámico" absoluto. Sólo diferían en su primer paso. Según Madani, el primer paso era la libertad de la India, para lo que era necesario un nacionalismo compuesto. Según Iqbal, el primer paso era la creación de una comunidad de musulmanes en el país de mayoría musulmana, es decir, una India musulmana dentro de la India.